# Ingavi (província)
Ingavi é uma província da Bolívia localizada no departamento de La Paz, sua capital é a cidade de Viacha.